# Manijeh Razeghi
Manijeh Razeghi est une physicienne française d'origine iranienne, spécialiste des semi-conducteurs III-V et pionnière dans le développement et la mise en œuvre des principales techniques d'épitaxie modernes de ces composants.

## Biographie

### Formation
Née en Iran, elle étudie la physique nucléaire à l'université de Téhéran, puis poursuit ses études supérieures en France à l'université de Paris XI (Orsay) où elle obtient un DEA de sciences des matériaux en 1976, un doctorat de troisième cycle en 1977  et un doctorat d’État ès sciences physiques en 1980,,.

### Carrière professionnelle
De 1986 à 1991, elle dirige le laboratoire des matériaux exploratoires de Thomson-CSF. En 1991, elle est élue professeur à l'Université Northwestern près de Chicago, où elle dirige le « Center for Quantum Devices » qu'elle a contribué à créer.

## Distinctions
Manijeh Razeghi a obtenu de nombreux prix et distinctions, notamment à Londres en 1987 le prix « Science and Technology » décerné par la compagnie IBM Europe pour sa « contribution essentielle dans l'élaboration de nouveaux matériaux semi-conducteurs obtenus par la méthode d'épitaxie en phase vapeur à base d'organométalliques ».
En 1995, elle est élue « femme de l'année » par la Society of Women Engineers (SWE), en 2003 elle est nommée « Northwestern University McCormick Teacher of the Year ».
En 2018, elle obtient la Médaille Benjamin Franklin décerné par le Franklin Institute dans le domaine de l'ingénierie électrique.

## Sujet de recherche et publications
Manijeh Razeghi a publié 17 ouvrages, a contribué à 31 ouvrages, a publié plus de mille publications et donné plus de 600 conférences. Elle a dirigé 50 thèses. Elle est à l'origine de 55 brevets d'invention,.

## Pour approfondir